# Ахмад аль-Манини
Шихаб ад-Дин Абу ан-Наджах Ахмад ибн Али ибн Умар ибн Салих аль-Манини (араб. شهاب الدين أبو النجاح حمد بن علي بن عمر بن صالح المنيني‎; 6 марта 1678, Айн-Манин, Дамаск — 17 февраля 1759, Дамаск) — арабский писатель и поэт Османской эпохи.

## Биография
Аль-Манини родился в местечке Айн-Манин неподалёку от Дамаска 6 марта 1678 года (12 мухаррама 1089 года хиджры). Его отец был учёным человеком из Биркаила возле Триполи, который в 1636 году переехал в Айн-Манин. Получив начальное образование в родном селении, Ахмад аль-Манини затем переехал в Дамаск, где продолжил своё обучение. В числе его учителей были Абу-ль-Мавахиб аль-Ханбали и Абду-ль-Гани ан-Наблуси.
Аль-Манини преподавал в медресе в Мечети Омейядов, занимался литераторством и поэзией. Он давал уроки по «Тафсиру» аль-Байдави и «Сахиху» аль-Бухари. Дважды побывав в Константинополе, аль-Манини удостоился там тёплого приёма из-за своего комментария (шарх) к «Истории» аль-Утби («Китаб аль-йамини») и получил звание преподавателя в Сулеймание. Также он был попечителем медресе Сумейсатия и Умария в Дамаске и хатибом Мечети Омейядов.
Умер в Дамаске 17 февраля 1759 года (19 джумада ас-сани 1172 года хиджры).